# 2 Baddies
Albums de NCT 127
Sticker Fact Check
2 Baddies (coréen : 질주 ; RR : Jilju) est le quatrième album studio en langue coréenne, leur cinquième au total, du boys band sud-coréen NCT 127. Il est publié le 16 septembre 2022 par SM Entertainment, et contient 12 pistes dans une variété de genres, y compris le single principal du même nom. L'album reçoit des critiques positives de la part des journalistes, qui salent la diversité des chansons qui vont du hip hop au R&B. Le 30 janvier 2023, le groupe sort une version repackagée de 2 Baddies, intitulée Ay-Yo, contennant trois nouvelles pistes, y compris le single principal du même nom. L'album se vend à 3,2 millions d'exemplaires, devenant le deuxième triple album de NCT 127 à s'être vendu à plus d'un million d'exemplaires, après Sticker en 2021.

## Contexte et sortie
Le 8 août 2022, NCT 127 annonce la sortie d'un nouvel album en septembre,. Le 18 août 2022, le label SM Entertainment confirme sa date de sortie, le 16 septembre. Il est confirmé que 2 Baddies serait composé de 12 titres, y compris la chanson principale. Le 15 septembre 2022, le clip de 2 Baddies sort en avant-première. Le 16 septembre 2022, l'album sort en format CD et numérique dans le monde entier.
Une nouvelle version de l'album intitulée Ay-Yo sort le 30 janvier 2023.

## Composition
Le premier morceau de l'album intitulé Faster, est une chanson de danse hip-hop. Le morceau est entrainant grâce à des airs de basse puissante et une accroche minimale. La chanson principale, 2 Baddies, est également une chanson de danse hip-hop intense. Les paroles dépeignent la réussite comme une course vers son objectif sans tenir compte du jugement des autres. La chanson combine des chants vocaux avec des synthétiseurs addictifs. Time Lapse est une chanson de R&B mid-tempo. Les paroles expriment des sentiments de nostalgie d'un amant qui alterne entre rêves et réalité. Crash Landing est un morceau de hip-hop et de R&B de style drill britannique. Le morceau est une invitation au voyage avec l'être aimé. Designer est une chanson hip-hop et R&B, qui décrit le désir d'un amant de devenir designer afin de rendre sa partenaire encore plus belle.
Au milieu de l'album se trouvent trois chansons dépeignant une histoire d'amour: Gold Dust, Black Cloud et Playback. Gold Dust est une chanson émotionnelle qui inclut un vocodeur dans un style R&B. Les paroles comparent les sentiments d'une personne envers un amant à un halo de lumière dorée. Black Clouds est une chanson R&B mid-tempo chantée par une voix triste, accompagnée par des airs de guitares. Les paroles racontent le moment où deux amoureux se rencontrent accidentellement, dans un paysage achromatique lors d'un jour de pluie, comme dans un film en noir et blanc. Pour compléter l'histoire d'amour, Playback est une chanson pop rythmée par un rythme trap, une basse 808 et un son de clavier avant-gardiste. Les paroles décrivent un bras de fer entre l'amant du narrateur et son ex.
Tasty est une chanson de hip-hop qui inspire confiance grâce a une basse synthétique lourde et un chant énergique sur la façon de venir à bout sans effort des méchants qui peuplent les cauchemars. Vitamin est une chanson hip-hop dans le style des années 1990. Le narrateur promet d'être une source de vitamine dans la vie d'autrui et de rester à ses côtés dans les moments les plus difficiles. LOL est une chanson pop néo soul avec des riffs de guitare jazz et un rythme 808 qui créent une atmosphère lumineuse. La chanson a pour but de transmettre un message de réconfort, de soutien et encourage à rire aux éclats quand on se sent fatigué. La dernière chanson de l'album, 1, 2, 7 (Time Stops), est une chanson pop funky, rythmée et basée sur le groove des années 1990. Le titre et les paroles font référence au nom du groupe, NCT 127. La chanson est adressée à leurs fans dans un message évoquant la sensation du temps qui s'arrête lorsque l'on est avec l'être aimé.

## Promotion
2 Baddies est présenté par une bande-annonce conceptuelle intitulée Gear Up, sortie le 18 août 2022. Celle-ci figure une voiture portant le numéro 127 inscrit sur son capot en référence au nom du groupe, ainsi que le titre de l'album sur son toit. Les membres du groupe se tiennent autour du véhicule habillés de tenues phosphorescentes. NCT 127 organise un concert pour fêter la sortie de l'album sur les plateformes de streaming au KINTEX 7Hall et le diffuse en direct via l'application Beyond Live. Dans le cadre de leur tournée Neo City – The Link, le groupe donne des concerts à Los Angeles et à New York pour promouvoir l'album. Mark Lee mentionne lors d'une conférence de presse que l'ordre des chansons jouées lors des concerts serait modifiée pour pouvoir inclure des chansons du nouvel album.

## Performance commerciale
2 Baddies se vend a plus de 1,5 million d'exemplaires dès sa première semaine de sortie. Dès les deux premiers jours, l'album se place à la seconde place du Circle Album Chart pour la période du 11 au 17 septembre 2022. Au cours de son premier mois de sortie, l'album se classe numéro deux dans le classement mensuel Circle Album Chart. L'album dépasse les 1,8 million d'exemplaires vendus à la fin de 2022, atteignant la sixième position du classement annuel Circle Album Chart.
En Croatie, 2 Baddies se place à la première place du Top 40 des albums étrangers. Il entre également dans le classement de nombreux pays européens, comme en Belgique, en Allemagne, en France, en Hongrie, au Portugal, en Espagne, en Suède et en Suisse. L'album se place dans le classement musical officiel australien. Il atteint la troisième place du TOP 50 des Albums Chart de l'ARIA Chart, gagnant 13 points par rapport à leur précédent album Sticker.
Aux États-Unis, 2 Baddies se positionne à la troisième place du classement Billboard 200 dès la première semaine de sa sortie, avec un total de 58 000 albums vendus qui le positionne en troisième entrée dans le Top 10. En janvier 2023, 2 Baddies devient le dixième album le plus vendu aux États-Unis en 2022, avec 148 000 exemplaires vendus.

## Liste des pistes
| 2 Baddies | 2 Baddies                | 2 Baddies                               | 2 Baddies | 2 Baddies | 2 Baddies | 2 Baddies | 2 Baddies | 2 Baddies | 2 Baddies |
| No        | Titre                    | Paroles                                 | Musique | Auteur    | Durée     |           |           |           |           |
| --------- | ------------------------ | --------------------------------------- | --- | --------- | --------- | --------- | --------- | --------- | --------- |
| 1.        | Faster                   | Lee Song (VERY GOODS)· Sahara (Joombas) | - Mozella - Nick Bradley - Stuart Crichton - Paul Blanco                                                            |           | 2:50      |           |           |           |           |
| 2.        | 2 Baddies (질주)         | Sokodomo · Haeil [ko] · Xinsayne        | Aron Bergerwall · Louise Lindberg · Tony Ferrari · Parker James · Cazzi Opeia (Sunshine) · Ellen Berg (Sunshine)    |           | 3:49      |           |           |           |           |
| 3.        | Time Lapse               | Jeong Ha-ri (Joombas) · Taeyong · Mark  | Mich Hansen · Rasmus Hedegaard · Balance                                                                            |           | 3:34      |           |           |           |           |
| 4.        | Crash Landing (불시착)   | Kenzie                                  | Kenzie · IMLAY · Junny                                                                                              |           | 3:24      |           |           |           |           |
| 5.        | Designer                 | Kim Jae-won · Taeyong · Mark            | Corron Cole · James Bunton · Aaron Aye · Dem Jointz · Ryan S. Jhun                                                  |           | 3:56      |           |           |           |           |
| 6.        | Gold Dust (윤슬)         | Lee Chae-young                          | Mozella · Nick Bradley · Stuart Crichton · Paul Blanco                                                              |           | 4:08      |           |           |           |           |
| 7.        | Black Clouds (흑백 영화) | Oh Hyun-seon (Lalala Studio)            | Rokman (The Hello Group) · Lauren Dyson (The Hello Group) · Sean Fischer (Honua)                                    |           | 3:38      |           |           |           |           |
| 8.        | Playback                 | Lee Chang-hyuk                          | Oneye · Andreas Öberg · Johan Gustafsson                                                                            |           | 3:11      |           |           |           |           |
| 9.        | Tasty (貘)               | Jo Yoon-kyung                           | Teodor Herrgårdh · Rebecca Sjöberg · Gustav Nilsson · Moa Cazzi Opeia Carlebecker (Sunshine)· Ellen Berg (Sunshine) |           | 3:34      |           |           |           |           |
| 10.       | Vitamin                  | Kim Ye-in                               | Jacob Attwooll · Jon Eyden· Eben                                                                                    |           | 3:04      |           |           |           |           |
| 11.       | LOL (Laugh-Out-Loud)     | Lee Hye-yoom                            | Fabian Torsson · Harry Sommerdahl · Albin Nordqvist                                                                 |           | 3:38      |           |           |           |           |
| 12.       | 1, 2, 7 (Time Stops)     | Park Seong-hee                          | Peter Wallevik (PhD) · Daniel Davidsen (PhD) · Iain James                                                           |           | 3:36      |           |           |           |           |
| 42:22     |                          |                                         | |           |           |           |           |           |           |

| Ay-Yo | Ay-Yo                    | Ay-Yo                                   | Ay-Yo | Ay-Yo | Ay-Yo | Ay-Yo | Ay-Yo | Ay-Yo | Ay-Yo |
| No    | Titre                    | Paroles                                 | Musique | Durée |       |       |       |       |       |
| ----- | ------------------------ | --------------------------------------- | --- | ----- | ----- | ----- | ----- | ----- | ----- |
| 1.    | Ay-Yo                    | Kenzie                                  | Kenzie· Dem Jointz · Tropkillaz · Adrian McKinnon · Calixte                                                          | 3:41  |       |       |       |       |       |
| 2.    | Faster                   | Lee Song (VERY GOODS)· Sahara (Joombas) | Mich Hansen · Rasmus Hedegaard · Balance                                                                             | 2:50  |       |       |       |       |       |
| 3.    | 2 Baddies (질주)         | Sokodomo · Haeil · Xinsayne             | Aron Bergerwall · Louise Lindberg · Tony Ferrari · Parker James · Cazzi Opeia (Sunshine) · Ellen Berg (Sunshine)     | 3:49  |       |       |       |       |       |
| 4.    | Time Lapse               | Jeong Ha-ri (Joombas) · Taeyong · Mark  | Dem Jointz · Young Chance                                                                                            | 3:34  |       |       |       |       |       |
| 5.    | DJ                       | Na Jung-ah (Joombas) · Taeyong · Mark   | Simon Petrén · Andreas Öberg · Ninos Hanna · Rico Greene · Taeyong · Mark                                            | 3:19  |       |       |       |       |       |
| 6.    | Crash Landing (불시착)   | Kenzie                                  | Kenzie · IMLAY · Junny                                                                                               | 3:24  |       |       |       |       |       |
| 7.    | Designer                 | Kim Jae-won · Taeyong · Mark            | Corron Cole · James Bunton · Aaron Aye · Dem Jointz · Ryan S. Jhun                                                   | 3:56  |       |       |       |       |       |
| 8.    | Gold Dust (윤슬)         | Lee Chae-young                          | Mozella · Nick Bradley · Stuart Crichton · Paul Blanco                                                               | 4:08  |       |       |       |       |       |
| 9.    | Black Clouds (흑백 영화) | Oh Hyun-seon (Lalala Studio)            | Rokman (The Hello Group) · Lauren Dyson (The Hello Group) · Sean Fischer (Honua)                                     | 3:38  |       |       |       |       |       |
| 10.   | Playback                 | Lee Chang-hyuk                          | Oneye · Andreas Öberg · Johan Gustafsson                                                                             | 3:11  |       |       |       |       |       |
| 11.   | Skyscraper (마천루)      | Ellie Suh (Joombas) · Taeyong · Mark    | Dem Jointz · Young Chance · Xydo · Taeyong · Mark                                                                    | 3:56  |       |       |       |       |       |
| 12.   | Tasty (貘)               | Jo Yoon-kyung                           | Teodor Herrgårdh · Rebecca Sjöberg · Gustav Nilsson · Moa Cazzi Opeia Carlebecker (Sunshine) · Ellen Berg (Sunshine) | 3:34  |       |       |       |       |       |
| 13.   | Vitamin                  | Kim Ye-in                               | Jacob Attwooll · Jon Eyden · Eben                                                                                    | 3:04  |       |       |       |       |       |
| 14.   | LOL (Laugh-Out-Loud)     | Lee Hye-yoom                            | Fabian Torsson · Harry Sommerdahl · Albin Nordqvist                                                                  | 3:38  |       |       |       |       |       |
| 15.   | 1, 2, 7 (Time Stops)     | Park Seong-hee                          | Peter Wallevik (PhD) · Daniel Davidsen (PhD) · Iain James                                                            | 3:36  |       |       |       |       |       |
| 53:31 |                          |                                         | |       |       |       |       |       |       |

## Classements
| Classement (2022— 2023)              | Meilleure position | Meilleure position |
| ------------------------------------ | ------------------ | ------------------ |
| Classement (2022— 2023)              | 2B                 | AY                 |
| Australie (ARIA)                     | 3                  | 13                 |
| Belgique (Flandre Ultratop)          | 58                 | —                  |
| Belgique (Wallonie Ultratop)         | 39                 | 88                 |
| Croatie (HDU)                        | 1                  | 11                 |
| France (SNEP)                        | 127                | 129                |
| Allemagne (Media Control AG)         | 65                 | —                  |
| Hongrie (Mahasz)                     | —                  | 15                 |
| Japon (Oricon)                       | 2                  | 2                  |
| Japon Combined Albums (Oricon),      | 2                  | 2                  |
| Japon Hot Albums (Billboard Japan),  | 2                  | 2                  |
| Portugal (AFP)                       | 2                  | 2                  |
| Corée du Sud (Circle),               | 2                  | 1                  |
| Espagne (Promusicae)                 | 31                 | —                  |
| Suède (Sverigetopplistan),           | 17                 | 17                 |
| Suisse (Schweizer Hitparade)         | 77                 | —                  |
| UK Album Downloads (OCC)             | 76                 | —                  |
| États-Unis (Billboard 200)           | 3                  | 13                 |
| États-Unis (Independent Albums)      | 2                  | 2                  |
| US Top Tastemaker Albums (Billboard) | 11                 | 9                  |
| US World Albums (Billboard)          | 1                  | 1                  |

| Classement (2022— 2023) | Meilleure position | Meilleure position |
| ----------------------- | ------------------ | ------------------ |
| Classement (2022— 2023) | 2B                 | AY                 |
| Japon Albums (Oricon),  | 3                  | 4                  |
| Corée du Sud (Circle),  | 2                  | 3                  |

| Classement (2022)                  | Position |
| ---------------------------------- | -------- |
| Japon Albums (Oricon)              | 33       |
| Japon Hot Albums (Billboard Japan) | 26       |
| Corée du Sud Albums (Circle)       | 6        |
| US Top Album Sales (Billboard)     | 59       |

| Classement (2023)                  | Position |
| ---------------------------------- | -------- |
| Japon Albums (Oricon)              | 80       |
| Japon Hot Albums (Billboard Japan) | 75       |
| Corée du Sud (Circle)              | 31       |
| US Top Album Sales (Billboard)     | 85       |

## Ventes et certifications
| Pays                          | Certification | Ventes    |
| ----------------------------- | ------------- | --------- |
| Japon 2 Baddies               | —             | 137 414   |
| Corée du Sud (KMCA) 2 Baddies | Million       | 2 011 337 |
| Corée du Sud (KMCA) Ay-Yo     | Million       | 1 080 537 |
| États-Unis 2 Baddies          | —             | 148 000   |

## Dates de sorties
| Pays         | Date              | Format                       | Distributeur      | Ref.  |
| ------------ | ----------------- | ---------------------------- | ----------------- | ----- |
| Divers       | 16 septembre 2022 | Téléchargement numérique     | SM Divertissement | [ 1 ] |
| Corée du Sud | 16 septembre 2022 | Téléchargement numérique     | SM Divertissement | [ 1 ] |
| CD           | 16 septembre 2022 | - SM Entertainment - Dreamus |                   |       |
| CD           | 16 septembre 2022 | États-Unis                   |                   |       |
| CD           | 16 septembre 2022 | - SM Entertainment - Capitol | [ 4 ]             |       |